# Loleit, Artur Ferdinandovich
Artur Ferdinandovich Loleit ( 17 de junio de 1868, Orel - 4 de junio de 1933, Moscú ) - Ingeniero, arquitecto, inventor y profesor ruso. Autor del método de cálculo de estructuras de hormigón armado en la fase de falla y uno de los fundadores de la escuela científica soviética la teoría del  hormigón armado.

## Biografía
En 1886, tras graduarse con honores en el gimnasio masculino de Orel y haber ganado 150 rublos dando clases particulares durante el verano, Loleit se trasladó a Moscú para ingresar a la Universidad Estatal de Moscú. Fue aceptado en el Departamento de Matemáticas de la Facultad de Física y Matemáticas. El 12 de enero de 1891, en la ceremonia anual de la universidad, Artur Ferdinandovich Loleit recibió la medalla de plata por su ensayo “Teoría de las articulaciones en rotula” ocupando el segundo lugar después de S. A. Chaplygin quien recibió la medalla de oro. En la primavera aprobó los exámenes estatales y recibió el diploma de grado en la especialidad de mecánica aplicada  .
Entre 1892 y 1914 trabajó en la Sociedad Anónima para la Producción de Estructuras de Hormigón y Otras Estructuras de Julia A. Hooke, donde ascendió desde ingeniero calculista hasta Director de la Junta Directiva. Creó la primera estructura de hormigón armado de gran luz sobre el edificio de tejidos de la fábrica Bogorodsko-Glukhovskaya (1907) y el primer elevador de hormigón armado de Rusia en la cervecería Trekhprudny de Moscú (1909). En 1905 inventó un sistema de forjados (losas planas) sin vigas. Fue miembro de la Sociedad Técnica Rusa y de la Sociedad de Arquitectura de Moscú.
Además de la invención y la práctica arquitectónica y de la construcción, también se dedicó a la docencia. Desde 1916 impartió clases de mecánica estructural y estructuras de hormigón armado en el departamento de arquitectura de la Escuela de Pintura, Escultura y Arquitectura de Moscú, enseñó en la Escuela Técnica Superior de Moscú (profesor desde 1923), en la Escuela Superior de Ingeniería Civil de Moscú y trabajó como profesor en el departamento de estructuras de hormigón armado de la Academia de Ingeniería Militar (desde 1932). Fue miembro de la asociación racionalista ASNOVA creada por N. Ladovsky, y también fue miembro del consejo editorial de la revista constructivista “Architectura Moderna” ("Sovremennaya Arkhitektura").
El Profesor A.F. Loleit fue el Fundador y primer Director del Departamento de Estructuras de Hormigón Armado y Mampostería de la Universidad Estatal de Ingeniería Civil de Moscú (Moscow State University of Civil Engineering, MISI-MGSU).
Durante la era soviética, trabajó como ingeniero jefe en la obra de un asentamiento obrero en Fili y diseñó los pabellones de la Exposición Agrícola y Artesanal-Industrial de toda Rusia. En 1923 fue presidente de la Asociación de Arquitectos Racionalistas (ASNOVA) . En 1927 asumió el cargo de subdirector de asuntos científicos del recién creado Instituto Estatal de Estructuras. En 1931 desarrolló un método para calcular estructuras de hormigón armado basado en los esfuerzos de falla o esfuerzos destructivos. Entre 1927 y 1932 trabajó en la sección de construcción del Consejo Técnico de Gipromez. A principios de la década de 1930 formó parte de la comisión del Consejo de Trabajo y Defensa (STO) para la elaboración de normas y condiciones técnicas unificadas para el diseño de construcciones en toda la Unión Soviética.

Falleció el 4 de junio de 1933 en Moscú. Fue enterrado en el cementerio de Vvedenskoye (sección 20)  .

## Obras
Como ingeniero estructural, A. F. Loleit participó en el diseño de más de una decena de importantes estructuras.

## Publicaciones científicas y técnicas
Las publicaciones científicas y técnicas de A. F. Loleit incluyen estudios pioneros sobre el cálculo y diseño de estructuras de hormigón armado, así como contribuciones fundamentales a la teoría de forjados sin vigas.
- Breve ensayo sobre la teoría general del sistema de Monier y su importancia en el desarrollo del conocimiento técnico (1895);
- Dos casos particulares de cálculo de arcos de hormigón armado (1902);
- Sobre las normas de aceptación de estructuras de hormigón armado (1904);
- Sobre el coeficiente de resistencia de las estructuras de hormigón armado (1904);
- Nueva aplicación de secciones en T de hormigón armado (1908);
- Influencia del exceso de agua en la mezcla sobre la resistencia de las estructuras de hormigón armado (1909);
- Forjados y losas de entrepiso sin vigas (1912);
- Límites admisibles de reducción de los coeficientes de seguridad de las estructuras (1923);
- Curso de hormigón armado para escuelas técnicas de la construcción. Fundamentos de la teoría y el diseño (1925);
- Reserva de resistencia necesaria para los forjados sin vigas (1926);
- Curso de hormigón armado para escuelas técnicas de la construcción. Fundamentos de la teoría y el diseño. 2da. Edición (1928);
- Premisas económicas para el uso del hormigón armado y métodos modernos de estudio de la naturaleza del hormigón y del hormigón armado (1930);
- Elección de secciones de elementos de hormigón armado en función de esfuerzos críticos. Diseño de estructuras (1933)

1. ↑  Михайлов, 2004.
2. ↑  Легалов Н. И. Профессор А. Ф. Лолейт и железобетон. Archivado el 11 de abril de 2012 en Wayback Machine.

## Literatura
- Lopatto A. Arthur Ferdinandovich Loleit. Sobre la historia del hormigón armado doméstico. — M.: Revista de construcción, 1969. — 104 s.